# Marpissa raimondi
Marpissa raimondi là một loài nhện trong họ Salticidae.
Loài này thuộc chi Marpissa. Marpissa raimondi được Władysław Taczanowski miêu tả năm 1878.